# Mount Iliamna
A Mount Iliamna (Iliamna-hegy) egy rétegvulkán az Aleut-hegyláncban, Alaszkában, az Amerikai Egyesült Államokban.
A hegy a Cook Inlet északnyugati partján fekszik, 215 km-re Anchorage kikötőjétől.
A hegy tetejét örök hó és jég borítja. Az európai telepesek megjelenése óta nem volt kitörése. A szénizotópos kormeghatározás szerint a holocén idején volt néhány vulkáni kitörés.
A hegy keleti oldalán több fumarola található 2740 m magasságban, melyek folyamatosan füstöt, vízgőzt és kénes gázokat bocsátanak ki. Az erőteljes kibocsátásokról a közelben elhaladó repülőgépek pilótái rendszeresen beszámolnak.
A hegy neve: Iliamna, a legnagyobb alaszkai tó is ezt a nevet viseli (Iliamna-tó. Az ’Iliamna’ egy misztikus hal neve az alaszkai őslakosok hitvilágában.